# جولي نيكولز
جولي نيكولز (بالإنجليزية: Julie Nichols) هي مجدفة أمريكية، ولدت في 21 أبريل 1978 في والنوت كريك في الولايات المتحدة.

## وصلات خارجية
- جولي نيكولز على موقع الاتحاد الدولي للتجديف (الإنجليزية)
- جولي نيكولز على موقع اللجنة الأولمبية الدولية (الإنجليزية)
- جولي نيكولز على موقع أوليمبيديا (الإنجليزية)